# .kw
.kw là tên miền quốc gia cấp cao nhất (ccTLD) của Kuwait.

## Các tên miền cấp 2
Việc đăng ký ở cấp 3 dưới các tên sau:
- edu.kw: Cơ quan học thuật và nghiên cứu
- com.kw: Cơ quan và cá nhân thương mại
- net.kw: Cơ quan và cá nhân liên quan đến mạng
- org.kw: Tổ chức phi lợi nhuận
- gov.kw: Cơ quan chính phủ